# Banque Pelletier
La Banque Pelletier est une entreprise bancaire française fondée en 1874 à Dax, dans les Landes. Elle est active durant tout le XXe siècle dans le sud-ouest de la France, notamment auprès de l'industrie du bois de pin et ses dérivés, participant au capital des Papeteries de Gascogne et de la DRT. Elle demeure l'une des dernières banques indépendantes à capitaux familiaux en France, avec environ 10 000 clients et 11 agences, jusqu'à sa cession en 2000 au Crédit commercial de France. Après plusieurs opérations de vente et de fusion, la marque disparaît en 2015 lors de son intégration à l'enseigne Banque populaire.

## Histoire
La Banque Pelletier est fondée en 1874 à Dax par Jules Pelletier. Les premières années, elle exerce son activité auprès des marchands du port de Dax, qui faisaient commerce de bois, de céréales et d'alcool. À la fin du XIXe siècle, l'industrialisation et le développement du transport ferroviaire permettent une croissance des activités de la Banque Pelletier.
Dans la première moitié du XXe siècle, la Banque Pelletier est dirigée par Louis Pelletier, fils du fondateur Jules Pelletier, et par son beau-frère André Dupuy. Les activités de la Banque Pelletier sont liées à l'industrie du bois de pin, qui est l'activité dominante de la région des Landes. Elle gère les capitaux de l'industrie de la résine de pin, puis, à partir des années 1820, dans la papeterie. La Banque Pelletier prend part au capital des Papeteries de Gascogne, dont son gérant prend la présidence. Elle détient également des parts de l'entreprise chimique de produits résineux DRT.
En 1928, la Banque Pelletier fait l'acquisition de l'ancien hôtel des Postes de Dax, située cours Julia-Augusta, où elle établit son siège social. L'immeuble, conçu par l'architecte Edmond Ricard, est répertorié à l'Inventaire général du patrimoine culturel en 2020.
Louis Blanc, époux de Marie-France Pelletier, dirige la Banque Pelletier jusqu'en 1979. Son fils Philippe Blanc, qui avait déjà hérité de la présidence des Papeteries de Gascogne en 1975, lui succède. Ce dernier préside également la DRT. Il dirige la banque jusqu'à sa vente en 2000.
En 1994, la Banque Pelletier compte 10 agences dans le département des Landes et une à Pau. Elle ouvre une douzième agence à Bordeaux, afin de développer sa clientèle girondaise.
À la fin du XXe siècle, la Banque Pelletier est l'une des dernières banques familiales indépendantes en activité en France, dans un secteur désormais dominé par les grands groupes financiers. Elle est organisée en société en commandite par actions, avec les trois associés commandités sont des héritiers du fondateur, parmi lesquels le gérant-directeur général Philippe Blanc. Au début des années 1990, elle enregistre des résultats réguliers, compris entre 4,7 et 6,1 millions de francs, et son bilan représente 800 millions de francs.
En 2000, l'indépendance financière de la Banque Pelletier cesse lorsqu'elle est rachetée par le Crédit commercial de France. Elle compte alors 11 agences, qui conservent leur propre enseigne, et environ 10 000 clients. Le Crédit commercial de France prend le nom de HSBC France en 2005.
En 2008, HSBC France met en vente la Banque Pelletier ainsi que six autres banques régionales qui avaient conservé leur propre enseigne. Les sept filiales sont achetées par le groupe Banque populaire en juillet de la même année, pour un montant de 2,1 milliards d'euros. La Banque Pelletier devient une filiale de la Banque populaire du Sud-Ouest (BPSO), en même temps que le Crédit commercial du Sud-Ouest. Elle compte alors 13 agences et 60 salariés. Elle apporte une activité complémentaire à sa nouvelle maison-mère grâce à sa spécialisation dans la filière du bois et dans la gestion de patrimoine. La BPSO procède à l'acquisition de 51 % du capital de la Banque Pelletier, tandis que les 49 % restants sont provisoirement achetés par la Banque fédérale des banques populaires, puis cédés à la BPSO l'année suivante,.
En 2010, un ancien salarié de la Banque Pelletier est condamné par le tribunal correctionnel de Dax pour avoir détourné 209 000 euros dans les comptes des clients de son employeur entre 2004 et 2007.
En 2010, la Banque Pelletier présente une bonne rentabilité et contribue aux résultats positifs consolidés de la Banque populaire du Sud-Ouest (BPSO).
En novembre 2011, la Banque populaire procède à la fusion-absorption de la Banque Pelletier avec le Crédit commercial du Sud-Ouest (CCSO), qui fait partie des sept banques régionales acquises trois ans plus tôt. Son siège social disparaît au profit de celui du CCSO, situé à Mérignac. Les agences conservent la marque Pelletier en complément de celle du CCSO. Dans le même temps, sa maison-mère Banque populaire du Sud-Ouest (BPSO) est fusionnée dans la Banque populaire Centre Atlantique (BPCA) pour créer la Banque populaire Aquitaine Centre-Atlantique (BPACA),.
En 2015, la Banque populaire Aquitaine Centre-Atlantique (BPACA) procède à la fusion-absorption du Crédit commercial du Sud-Ouest (CCSO). Les agences restées sous l'enseigne de la Banque Pelletier prennent alors celle de la Banque populaire.